# Sun Jihai
Sun Jihai (förenklad kinesiska: 孙继海), född 30 september 1977 i Dalian i Kina, är en kinesisk fotbollsspelare som spelar som försvarare för Chongqing Lifan.
Suns är en både stark och snabb spelare som gärna spelar i djupled eller anfaller vid vingarna. Han är en väldigt mångsidig spelare som har spelat på båda vingar, mittback och defensiv mittfältare. Tack vare sin skicklighet är han en av Kinas mest värdefulla spelare.

## Proffskarriär
Sun påbörjade sin professionella karriär i Dalian Wanda 1995 och spelade sin första match med dem 28 maj samma år. Efter tre framgångsrika år i Dalian skrev han på för Crystal Palace i andradivisionen, tillsammans med Fan Zhiyi. De två spelarna blev de första kineserna att spela i en engelsk liga. Sun gjorde sin debut för Crystal Palace när de förlorade mot Bury med 0–3 i sin bortamatch i engelska ligacupen.
2002 skrev Sun på för Manchester City till avgiften på två miljoner engelska pund. Han gjorde sin debut för laget när de besegrade Coventry City med 4–2. I oktober samma år blev Sun den förste kinesen att göra mål i Premier League då han gjorde första målet i deras 2–0-seger över Birmingham.
I början av säsongen 2004/2005 skadade Sun sitt ena korsband i en tackling av Chelsea-anfallaren Eiður Guðjohnsen, vilket gjorde att han inte kunde spela resten av säsongen. Han återhämtade sig med hjälp av en strikt diet som hans far hade sagt åt honom och var efter det given i Manchester Citys startelva.
Sun skadade sig återigen i säsongen 2006/2007 men lyckades komma tillbaka redan 10 februari 2007 i en match mot Portsmouth. Man förlorade dock den matchen med 2–1.
Efter att Sven-Göran Eriksson tog över tränarjobbet i Manchester City har Sun fått allt mindre speltid då han har ersatts av Vedran Ćorluka på högerbackspositionen. 
Sommaren 2008 såldes Jihai till Sheffield United efter att Mark Hughes hade tagit över tränarjobbet i Manchester City. Han fick rött kort i sin första match.

## Landslaget
Sun gjorde debut för Kinas landslag 6 december 1996 i en match mot Uzbekistan.
I Kinas första match av VM 2002 mot Costa Rica skadade Sun vristen efter en tackling bakifrån av Mauricio Solís efter bara 17 minuter. Solis fick gult kort av grekiske domaren Kyras Vassaras, men vissa anser att kortet borde ha varit rött med tanke på den allvarliga skadan och kraften i tacklingen. Liknande tacklingar utfördes av João Pinto och Beto i Portugals landslag mot Park Ji-Sung respektive Lee Young-Pyo i Sydkorea under sista matchen i gruppen. Båda spelarna utvisades omedelbart.
Då Sun inte kunde spela ersattes han efter 25 minuter och fick titta på när hans lagkamrater spelade resten av matcherna utan honom.

## Karriärstatistik
Uppdaterad: 11 juli 2007
| Säsong    | Klubb           | Land    | Division | Matcher | Mål |
| --------- | --------------- | ------- | -------- | ------- | --- |
| 1995      | Dalian Wanda    | Kina    | 1        | 13      | 0   |
| 1996      | Dalian Wanda    | Kina    | 1        | 21      | 0   |
| 1997      | Dalian Wanda    | Kina    | 1        | 19      | 0   |
| 1998      | Dalian Wanda    | Kina    | 1        | 18      | 1   |
| 1998/1999 | Crystal Palace  | England | 2        | 23      | 0   |
| 1999      | Dalian Shide    | Kina    | 1        | 8       | 1   |
| 2000      | Dalian Shide    | Kina    | 1        | 21      | 2   |
| 2001      | Dalian Shide    | Kina    | 1        | 23      | 3   |
| 2001/2002 | Manchester City | England | 2        | 7       | 0   |
| 2002/2003 | Manchester City | England | 1        | 28      | 2   |
| 2003/2004 | Manchester City | England | 1        | 33      | 1   |
| 2004/2005 | Manchester City | England | 1        | 6       | 0   |
| 2005/2006 | Manchester City | England | 1        | 29      | 0   |
| 2006/2007 | Manchester City | England | 1        | 13      | 0   |
| 2007/2008 | Manchester City | England | 1        |         |     |